# Helpsen
Helpsen est une commune allemande de l'arrondissement de Schaumbourg, Land de Basse-Saxe.

## Géographie
Helpsen se situe entre le Bückeberg et la forêt de Schaumbourg.
La commune comprend les quartiers de Helpsen, Kirchhorsten et Südhorsten.
| Hespe      | Stadthagen   |           |
| Seggebruch | Helpsen      | Nienstädt |
|            | Obernkirchen |           |

Le territoire de la commune est traversé par la ligne de Hanovre à Minden.

## Histoire
Helpsen est mentionné pour la première fois en 1208 sous le nom de "Helpersen" dans un document de l'évêque Henri II de Minden attribuant la dîme du village à l'abbaye d'Obernkirchen.
Kirchhorsten est mentionné en 1165 sous le nom de Hursten. L'évêque Werner confirme le don de terres des seigneurs Miribilis à l'église de Minden.
Südhorsten est mentionné en 1281.
Les villages fusionnent en mars 1974.

## Source, notes et références
- (de) Cet article est partiellement ou en totalité issu de l’article de Wikipédia en allemand intitulé « Helpsen » (voir la liste des auteurs).